# Stráž u Tachova
Stráž u Tachova – stacja kolejowa w Stráž, w kraju pilzneńskim, w Czechach. Położona jest na wysokości 460 m n.p.m.
Na stacji nie ma możliwość zakupu biletów, a obsługa podróżnych odbywa się w pociągu. 

## Linie kolejowe
- 184 Domažlice - Planá u Mariánských Lázní